# 御幸毛織
御幸毛織株式会社（みゆきけおり 、英: Miyuki Keori Co,. Ltd.）は、愛知県名古屋市西区市場木町に本社を置く服地メーカーである。東洋紡の完全子会社。通称「ミユキ」。

## 歴史
明治38年（1905年）に祖父江利一郎が、名古屋市中区前津小林に織り布工場、同市西区前ノ川町に染物の工場をそれぞれ開業（会社では創業年としている）。1910年（明治43年）に、「合資会社御幸毛織工場」を設立した。1918年に、株式会社に移行して、「御幸毛織株式会社」となる（会社では設立年としている）。
1953年に「ミユキテックス」、1958年には「ファンシィテックス」と、御幸を代表する高級服地素材をそれぞれ発売し、1957年（昭和32年）に日本テレビで放送を開始した冠スポンサー付き番組『（ミユキ）野球教室』（1990年まで続く。途中当社を筆頭とした複数スポンサーとなり「ミユキ」の冠は外されたがその後復活）の放送を含めた宣伝で一躍脚光を浴びた。中でも、1965年に制作され、1985年12月29日まで使用された山本直純作曲によるCMソング（オープニングキャッチ）「ミユキの歌」（通称）と、大量の羊や二頭の馬を用意したニュージーランドで撮影されたカラーフィルムはミユキの代名詞となった。また、1980年にはオーストラリアに「御幸オーストラリア牧場」を開業し、羊毛の育成から商品の製造・販売を自社で一括管理してより高級感のある商品を手ごろな価格でユーザーに提供した。この牧場はCMにも登場している。
近年は、電子部品、ショッピングセンターなどの不動産事業にも着手。かつて本社と工場があった地は、現在ショッピングモール「ミユキモール」となっており、その一角には羊のモニュメントが作られた。（羊モニュメントは、2016年に御幸毛織 四日市工場へ移設した）
2003年をもって、商号（社名）を「御幸ホールディングス株式会社」に改め、持株会社に移行。その傘下として、会社分割により新たに設立した御幸毛織株式会社（2代）と、そのアパレル事業の関連会社・ミユキ販売株式会社、株式会社ラン・クロージング（現ミユキソーイング株式会社）、並びに下着を製造するアングル・ミユキ株式会社（2012年にグループ離脱。同年7月2日よりアングル株式会社。）と、それらアパレル事業の販売部門を請け負う株式会社ミユキライフ、電子部品の製造販売を行うミユキエレックス株式会社（2016年にグループ離脱）、人材派遣（アウトソーシング）と不動産事業を展開する中京産業株式会社（後に御幸毛織に合併）を置いている。
2009年9月1日に、御幸ホールディングス株式会社は、現在の大株主である東洋紡との間で株式交換を行い、東洋紡の完全子会社となる。そのため、2009年8月26日付で上場廃止。
2013年4月1日、持株会社制をやめ、御幸ホールディングス株式会社が御幸毛織株式会社（2代）を吸収合併し、社名を「御幸毛織株式会社」に変更した。また同日、子会社の株式会社ラン・クロージングもミユキソーイング株式会社へ社名変更した。
2017年4月1日、御幸毛織株式会社は子会社のミユキ販売株式会社を吸収合併した。
2018年4月1日、同じく東洋紡グループの東洋紡テクノウール株式会社を吸収合併した。

## 事業所
本社
愛知県名古屋市西区市場木町390番地 ミユキビル
東京支店
東京都中央区日本橋小伝馬町10-11 日本橋府川ビル5F
札幌事務所
北海道札幌市中央区北3条西16-1-9 日通不動産知事公館前ビル1F
仙台事務所
宮城県仙台市若林区堰場12番5号 ソレアード舟丁1F
大阪事務所
大阪府大阪市中央区南本町3-4-15 南本町武田ビル2F
四日市工場・四日市商品センター
三重県四日市市中川原4-1-15

## 過去の提供番組
- ミユキ野球教室
- スポーツジョッキー 中畑クンと徳光クン→中畑&徳光のスポーツ熱中宣言
- いつみても平平凡凡
- いつみても波瀾万丈（1992年3月放送の2回分のみ）
- NNNきょうの出来事（1992年4月 - 1996年9月、金曜日のみ）